# Philipp Z’Rotz
Philipp Z’Rotz (* 1980 in Sursee) ist ein Schweizer Jazzmusiker (Tenorsaxophon, Baritonsaxophon, Klarinette).

## Leben und Wirken
Z’Rotz wuchs in Grosswangen auf, wo er an der dortigen Musikschule ab dem neunten Lebensjahr Instrumentalunterricht erhielt. Zwischen 2004 und 2008 studierte er Saxophon an der Hochschule Luzern – Musik, Abteilung Jazz. Dort hatte er Unterricht bei Nat Su, John Voirol und Otmar Kramis. Zudem besuchte er Workshops bei Urs Leimgruber, Christy Doran, Peter Schärli, Roberto Domeniconi und Hans-Peter Pfammatter. Seitdem arbeitete Z’Rotz regelmässig mit der Band «Grey Mole» (als Komponist und Mitbegründer), dem «Kimm Trio» und bis 2013 mit dem «Fischermanns Orchestra» als dessen musikalischer Leiter, Komponist und Mitbegründer. Mit diesen und anderen Bands trat er u. a. auf dem Montreux Jazz Festival, Jazz Festival Willisau, Unerhört Festival, den Stanser Musiktagen, Ankara Jazz, JazzAscona und dem Cully Jazz Festival auf. Aufnahmen entstanden weiterhin mit Christian Aregger (alias Blind Banjo Aregger), der Formation Dandelion, und dem Kimm Trio (mit Marc Jenny (Bass) und Emanuel Künzi (Schlagzeug)). Im Bereich des Jazz war er laut Tom Lord zwischen 2008 und 2021 an zehn Aufnahmesessions beteiligt, u. a. auch mit der Marie Louise Werth/The Mountain Swing Big Band.
International war Z’Rotz mit dem «Fischermanns Orchestra» in Europa, Kolumbien und Russland; mit der Swiss Army Big Band bestritt er neben zahlreichen Schweizer Tourneen auch zwei internationale Tourneen in die Türkei und nach Russland. Des Weiteren ist er vermehrt auch in grösseren Orchestern tätig, so in den Sinfonie-Orchestern Luzern und St. Gallen und im 21st Century Orchestra. Ausserdem begleitet er regelmässig Chor- und Theaterprojekte (Luzerner Theater, Projektchor Hochdorf). Zudem ist er als Musiklehrer an mehreren Musikschulen in Hochdorf, Hitzkirch, Hergiswil und Menznau tätig.

## Diskographische Hinweise
- Dandelion: Melting Snow (2006)
- Fischermanns Orchestra: Conducting Sessions (2012)
- Kimm Trio: Bonjour Madame (2013)
- Belle Affaire: Huit Heures du Matin (2021) mit Katrin Wuthrich, Peter Gossweiler, Pirmin Setz